# Парубец, Ксения Александровна
Ксения Александровна Парубец (до 2016 — Ильченко, р. 31 октября 1994, Екатеринбург) — российская волейболистка, чемпионка Европы 2015, бронзовый призёр Кубка мира 2019, мастер спорта России международного класса.

## Биография
Мать Парубец — Ирина Ильченко (Смирнова) — в 1987—1996 годах являлась игроком сборных СССР, СНГ и России, в составе которых становилась олимпийской чемпионкой, чемпионкой мира и (трижды) Европы.
Заниматься волейболом начала в родном Екатеринбурге в СДЮСШОР «Уралочка». С 2008 г. выступала за фарм-команду «Уралочки-НТМК» в высших лигах «А» и «Б» чемпионата России, а в 2011—2014 — за молодёжную команду клуба, с которой трижды подряд становилась победителем молодёжной лиги первенства страны.
18 ноября 2012 года Ксения Ильченко дебютировала за основную команду в суперлиге чемпионата России в домашней игре против «Заречья-Одинцово». Со следующего сезона (2013/2014) стала регулярно привлекаться к выступлениям за «Уралочку-НТМК», с 2014 является основным игроком команды. В чемпионате России 2014/2015 вошла в семёрку лучших бомбардиров по итогам предварительного этапа, затем стала самой результативной волейболисткой в плей-офф первенства, что помогло «Уралочке» завоевать бронзовые медали чемпионата. В этом же сезоне Ильченко стала серебряным призёром розыгрыша Кубка вызова ЕКВ, а годом ранее — Кубка Европейской конфедерации волейбола. В 2016 году в составе команды стала серебряным призёром чемпионата России.
В 2011 году Ильченко выступала за юниорскую сборную России (возраст игроков до 18 лет) на чемпионате Европы среди девушек. В 2012 играла в составе молодёжной сборной страны на чемпионате континента в Турции (4-е место), а через год — на первенстве мира, проходившем в Чехии.
В 2015 году Ильченко дебютировала в национальной сборной России, став в её составе чемпионкой Европы, победителем розыгрыша Кубка Ельцина, серебряным призёром Гран-при и участницей Кубка мира.
В мае 2016 вышла замуж и позже сменила фамилию на Парубец.
В 2019 году в составе женской сборной России стала бронзовым призёром Кубка мира.

## Достижения

### Клубные
- чемпионка России 2025;
  - 4-кратный серебряный призёр чемпионатов России — 2016, 2022, 2023, 2024[4].
  - 4-кратный бронзовый призёр чемпионатов России — 2015, 2018, 2019, 2020.
- серебряный призёр розыгрыша Кубка России 2022[5][6].
- 3-кратная чемпионка молодёжной лиги чемпионата России — 2012, 2013, 2014.
- серебряный призёр Кубка Европейской конфедерации волейбола 2014.
- серебряный призёр Кубка вызова ЕКВ 2015.

### Со сборной России
- участница чемпионата мира 2018.
- бронзовый призёр розыгрыша Кубка мира 2019;
  - участник розыгрыша Кубка мира 2015.
- чемпионка Европы 2015;
  - участница чемпионатов Европы 2017 и 2019.
- серебряный призёр Гран-при 2015.
- победитель розыгрыша Кубка Ельцина 2015.